# Tom Clancy’s H.A.W.X.
Tom Clancy’s H.A.W.X. («High Altitude Warfare eXperimental Squadron») — игра в жанре аркадного авиасимулятора, разработанная студией Ubisoft Bucharest. Игра была издана «Руссобит-М» / GFI, 27 марта в России для Windows, PlayStation 3, Xbox 360. Игра была официально анонсирована 2 Апреля 2008 года. До этого Ubisoft опубликовала пресс-релиз об игре с его рабочим названием Tom Clancy’s Air Combat.
Кроме того, демоверсия игры была выпущена 11 февраля 2009 года в Xbox Live, 27 февраля 2009 в PSN, и 2 марта для Microsoft Windows. Игра получила смешанные отзывы от критиков.

## Игровой процесс
В H.A.W.X. присутствует 54 самолёта и все из них можно использовать для воздушных схваток. Они становятся доступны игроку по мере прохождения сюжета, накопления опыта и выполнения дополнительных заданий. Действие сюжета игры происходит в ближайшем будущем, когда после заключения Рейкьявикских соглашений 2012 года наступил расцвет частных военных компаний, и некоторые из них по своей мощи превзошли вооружённые силы небольших государств. Некоторые элементы перенесены из других игр серии Tom Clancy, например, ракеты из Tom Clancy's EndWar. Игра проходит в период между Tom Clancy's Ghost Recon Advanced Warfighter и Tom Clancy's EndWar.
Также имеются отсылки на другие игры «Tom Clancy’s» — в последнем задании генерал Китинг уведомляет нас о том, что агенты Splinter Cell из разведки Третьего Эшелона АНБ подтвердили цель, а в двух эпизодах «Ястребы» прикрывают отряд «Призраки» капитана Митчелла.

## Сюжет
Главный герой — лётчик ВВС США Дэвид Крэншоу, служащий в засекреченном элитном подразделении H.A.W.X. (High Altitude Warfare eXperimental squadron — экспериментальная эскадрилья высотной войны), более известном как «Ястребы». В 2014 году он участвует в кратком пограничном конфликте между США и мексиканскими повстанцами на территории города Сьюдад-Хуарес в Мексике. После завершения этого конфликта ВВС расформировывают «Ястребов» и Крэншоу нанимается в частную военную компанию «Артемис Глобал Секьюрити» (Artemis Global Security) под руководством Эдриэна ДеУинтера и его совета директоров. В составе эскадрильи «Жнецы», он выполняет различные боевые задания на Ближнем Востоке, в Центральной Африке и в Центральной Азии (их выдаёт полковник Брюс, командующий всеми подразделениями «Артемис»).
За шесть лет благодаря стараниям Крэншоу, «Артемис» становится одной из ведущих частных военных компаний в мире, и в 2021 году заключает с Бразилией очень выгодный контракт, который обеспечит «Артемис» крупную прибыль с дополнительными доходами в размере сотен миллионов долларов. Вскоре после этого начинается война между Бразилией и союзом настроенных против США латиноамериканских государств Лас-Тринидад. «Артемис», выполняя условия заключённого контракта, активно участвует в боевых действиях и успешно отражает наступление Лас-Тринидада на Рио-де-Жанейро. Однако в конфликт на стороне Бразилии вмешивается правительство США, что вызывает недовольство у руководства «Артемис», так как это вмешательство отодвигает компанию на второй план и ведёт к падению акций более чем на пять пунктов и потере прибыли в размере восьмидесяти миллионов долларов за неделю. В результате спецоперации США в джунглях Амазонки, «Артемис» в конечном итоге разрывает контракт с Бразилией и заключает ещё более выгодный контракт с Лас-Тринидадом, тем самым выступив против Америки. Крэншоу предпочитает сохранить верность своей стране и разрывает отношения с компанией.
Тем временем «Артемис» устраивает полномасштабное нападение на США. В этих условиях американские ВВС воссоздают эскадрилью «Ястребы», и Крэншоу вновь оказывается в ней. При его участии начальная атака на Вашингтон отражена, а президент страны со своей семьёй эвакуирован на самолёте в безопасное место. В дальнейшем, однако, выясняется, что «Артемис» сумела захватить на военно-морской базе в Норфолке хранившееся там ядерное оружие. Она выступает с ультиматумом, требуя капитуляции США. Американским вооружённым силам удаётся восстановить нарушенную в ходе атаки национальную противоракетную систему, а затем отбить у «Артемис» большинство захваченных ядерных зарядов, спрятанных на заброшенной военной базе в Неваде. Один ядерный заряд всё же остаётся у компании, которая в качестве жеста отчаяния переправляет его в Лос-Анджелес с намерением уничтожить город. В ходе специальной операции ВВС США устанавливают местонахождение заряда, и Крэншоу уничтожает его в последний момент, завершая войну.
В эпилоге самолёт летит по горному ущелью, скрываясь от радаров: сообщается лишь, что он находится на секретном задании. В транслируемом выпуске новостей передаётся, что в ходе войны, продолжавшейся менее 72 часов, погибло около 40 тысяч мирных американцев, что Рейкьявикские соглашения аннулированы, а «Артемис» прекратила существование и её руководство находится в международном розыске. После этого становится ясно, что Крэншоу находится на задании по ликвидации руководителей бывшей компании. Преодолев слабую систему ПВО, он уничтожает здание, в котором скрываются ДеУинтер и совет директоров «Артемис».

## Отзывы
| Сводный рейтинг | Сводный рейтинг | Сводный рейтинг | Сводный рейтинг |
| Издание         | Оценка          | Оценка          | Оценка          |
| Издание         | PC              | PS3             | Xbox 360        |
| --------------- | --------------- | --------------- | --------------- |
| GameRankings    | 72,00 %         | 73,50 %         | 74,59 %         |

## Сиквел
В мае 2010 года Ubisoft Bucharest анонсировала продолжение игры. Tom Clancy’s H.A.W.X. 2 вышел в начале сентября 2010 года на платформах Xbox 360 и PlayStation 3. Версия для PC и Wii вышли в ноябре 2010 года.